# Theophan Prokopowitsch

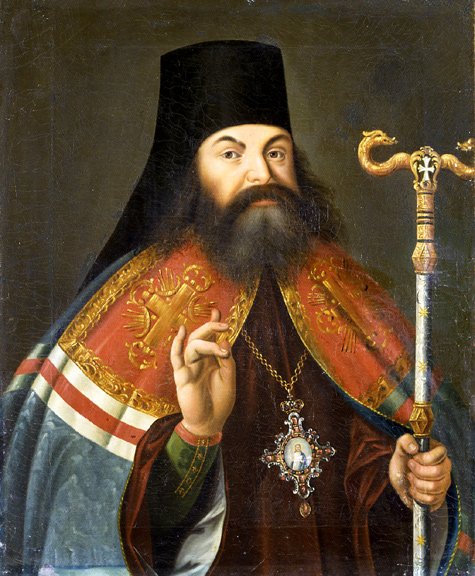
Theophan Prokopowitsch

Theophan Prokopowitsch (russisch Феофа́н; geb. als Elisäus (russisch Елисей) oder nach anderen Quellen als Eleasar (Елеазар Прокопо́вич); * 8. Junijul. / 18. Juni 1681greg. in Kiew, Zarentum Russland; † 8. Septemberjul. / 19. September 1736greg. in Nowgorod, Russisches Kaiserreich) war Erzbischof von Nowgorod und Vizepräsident des Heiligen Synods. Er war der wichtigste Berater Peters des Großen in kirchenpolitischen Angelegenheiten.

## Leben
Prokopowitsch entstammte einer aus Smolensk stammenden, kleinen Kiewer Kaufmannsfamilie. Seine theologischen Studien absolvierte er in Polen und in Rom. Er wirkte ab 1705 in Kiew als Lehrer für Poetik und Rhetorik, wo er auch seine Tragödokomödie (wissenschaftliche Transliteration: „tragedokomedija“) verfasste. Ebenfalls aus dieser Zeit stammen seine Poetik («Поэтика»; 1705) und Rhetorik («Риторика»; 1706–1707), vermittels derer er Philosophen aus Antike, Renaissance und Barock popularisierte.
Anschließend leitete er zwischen 1711 und 1716 als Rektor der Kiewer Mohyla Akademie die Priesterausbildung in Kiew.
1716 berief Peter der Große Prokopowitsch nach Petersburg. Zunächst erhielt er 1718 die Bischofswürde von Pskow, danach 1725 den Erzbischofsstuhl von Nowgorod. Prokopowitsch verfolgte eine Theologie, die sich der Aufklärung öffnete und damit dem Reformprogramm Peters des Großen nahestand. Dem stand die konservative orthodoxe Geistlichkeit mit ihrem Zentrum in Moskau gegenüber.
Prokopowitschs wichtigster Reformbeitrag war das „Geistliche Reglement“ von 1721. Mit dessen Erhebung zum Gesetz durch Peter wurde der Heilige Synod installiert, der den russischen Patriarchen als Kirchenoberhaupt ablöste und am Vorbild protestantischer Landessuperintendenten orientiert war. In zahlreichen weiteren Traktaten und Predigten verteidigte Prokopowitsch das Reformprogramm des Zaren auf der Grundlage aufklärerischer und naturrechtlicher Theorien. Zudem setzte er sich für die Volksbildung ein und war Förderer des deutschen Naturforschers Georg Wilhelm Steller.

## Ehrungen
Der Asteroid (6681) Prokopovich wurde nach ihm benannt.